# مقاطعة مورغان (يوتا)
مقاطعة مورغان (بالإنجليزية: Morgan County)‏ هي إحدى مقاطعات ولاية يوتا في الولايات المتحدة الأمريكية.